# Vireux-Molhain
 Vireux-Molhain  (en valón Vireu-Molén) es una población y comuna francesa, en la región de Champaña-Ardenas, departamento de Ardenas, en el distrito de Charleville-Mézières y cantón de Givet.

## Demografía
| 2017 | 1939 | 2039 | 1936 | 1923 | 1835 |
| Para los censos de 1962 a 1999 la población legal corresponde a la población sin duplicidades (Fuente: INSEE [Consultar]) |      |      |      |      |      |